# هومرو بلانکاس
هومرو بلانکاس (انگلیسی: Homero Blancas؛ زادهٔ ۷ مارس ۱۹۳۸) یک گلف‌باز است.